# امیستاد (تگزاس)
امیستاد، تگزاس (به انگلیسی: Amistad, Texas) یک منطقهٔ مسکونی در ایالات متحده آمریکا است که در تگزاس واقع شده‌است.

## خصوصیات
امیستاد ۳٫۹ کیلومترمربع مساحت و ۵۳ نفر جمعیت دارد.